# The Lawless Breed
The Lawless Breed és una pel·lícula estatunidenca dirigida per Raoul Walsh i estrenada l'any 1953.

## Argument
John Wes Hardin va ser perseguit per un assassinat en legítima defensa. A partir d'això va començar la seva carrera criminal, fins que el detenen i l'empresonen. A la presó escriu la història de la seva vida on narra la difícil relació amb el crim.

## Repartiment
- Rock Hudson: John Wesley Hardin
- Julie Adams: Rosie
- Mary Castle: Jane Brown
- John McIntire: J.G.Hardin/John Clements
- Hugh O'Brian: Ike Hanley
- Dennis Weaver: Jim Clements
- Forrest Lewis: Zeke Jenkins
- Lee Van Cleef: Dirk Hanley
- Tom Fadden: Chick Noonan
- Race Gentry: John Hardin de jove
- Richard Garland: Joe Clements
- Glenn Strange: Ben Hanley
- William Pullen: Joe Hardin